# Damien Airault
Pour les articles homonymes, voir Airault.
 (juillet 2025).
 (juillet 2025).
Damien Airault, né le 20 avril 1977 à Niort, est un critique d'art et commissaire d'exposition français.

## Biographie
Damien Airault est titulaire d'une maîtrise d'arts plastiques à Bordeaux et d'un diplôme d'établissement de l'École du Magasin, à Grenoble en 2002.
Depuis 2002, il a organisé une trentaine d'expositions et manifestations artistiques, notamment dans le cadre de l'association Le Commissariat, qu’il a dirigée de 2008 à 2011, principalement avec de jeunes artistes.
Il collabore régulièrement avec les revues Particules,, Pétunia et Oscillations.
Il a été secrétaire de l’association C-E-A / Association française des commissaires d'exposition et membre actif de la section française de l'association internationale des critiques d'art.
« Il s’intéresse entre autres aux formes expérimentales de commissariat d’exposition, aux dispositifs de coproduction et de communication, questionnant les œuvres et les pratiques à travers le geste du commissaire et l'expérience du spectateur ».
« Très engagé sur la scène parisienne, il pense l’art comme un jeu sur les statuts et les identités, où l’économie et la vie quotidienne se mêlent à de nouvelles formes de radicalité. »